# Тиск

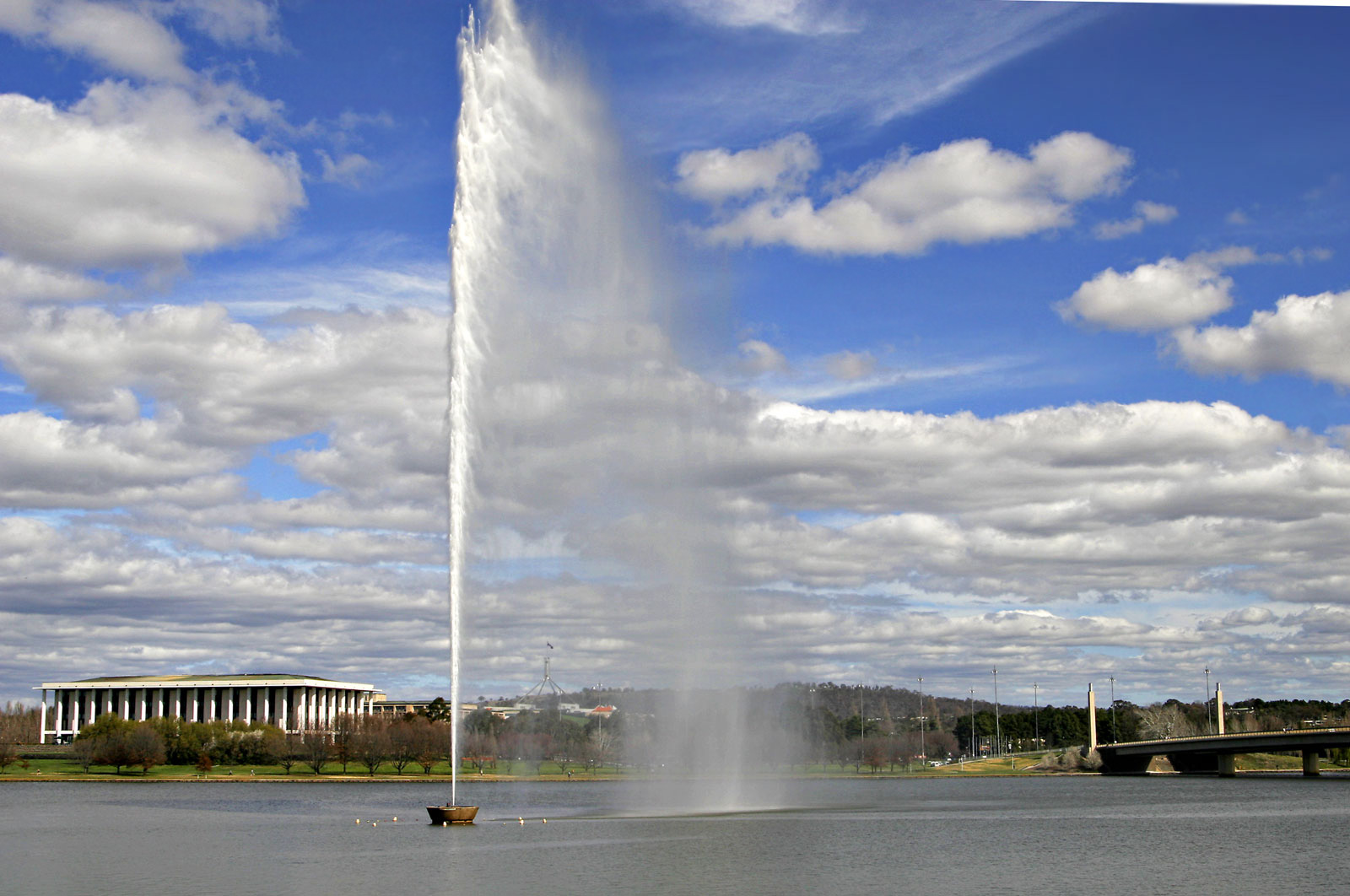
У фонтані вода, що перебуває під тиском, може підніматися високо вгору

Тиск — фізична величина, яка чисельно дорівнює силі, що діє на одиницю площі поверхні тіла та діє за напрямом зовнішньої нормалі до цієї поверхні.
Тиск позначається малою латинською літерою p. За означенням
{\displaystyle p={\frac {F_{n}}{S}}},
де S — площа поверхні, на яку діє сила, а {\displaystyle F_{n}} — складова цієї сили, нормальна (перпендикулярна) до поверхні.
Тиск — скалярна величина, отже не залежить від напрямку. Загальнішим поняттям, ніж поняття тиску є поняття напруження. У анізотропних середовищах деформація залежить від напрямку прикладеної сили, тому для опису дії сили в таких середовищах використовується інша величина: тензор механічних напружень. Тому поняття тиску найкраще характеризує пружні властивості газів і рідин.

У системі SI тиск вимірюється у паскалях. 1 Па = 1 Н/м². Іншими популярними одиницями вимірювання тиску є торр або міліметр ртутного стовпа й атмосфера або бар. Позасистемна одиниця тиску — п′єза.
|                                    | Паскаль | Бар (bar, бар) | Н/мм²        | кгс/м²   | Технічна атмосфера (at, ат) | Фізична атмосфера (atm, атм) | Міліметр ртутного стовпа (mmHg, мм рт. ст., torr, торр) | Фунт на квадратний дюйм (psi) |
| 1 Па (Н/м²) =                      | 1       | 10−5           | 10−6         | 0,102    | 0,102·10−4                  | 0,987·10−5                   | 0,0075                                                  | 145,038·10−6                  |
| 1 бар =                            | 100 000 | 1              | 0,1          | 10 197   | 1,02                        | 0,987                        | 750                                                     | 14,5038                       |
| 1 Н/мм² =                          | 106     | 10             | 1            | 1,02·105 | 10,2                        | 9,87                         | 7500                                                    | 145,038                       |
| 1 кгс/м² =                         | 9,81    | 9,81·10−5      | 9,81·10−6    | 1        | 10−4                        | 0,968·10−4                   | 0,0736                                                  | 14,223·10−4                   |
| 1 технічна атмосфера = 1 кгс/см² = | 98 100  | 0,981          | 0,0981       | 10 000   | 1                           | 0,968                        | 736                                                     | 14,223                        |
| 1 фізична атмосфера = (760 торр) = | 101 325 | 1,013          | 0,1013       | 10 330   | 1,033                       | 1                            | 760                                                     | 14,696                        |
| 1 торр = 1 мм рт. ст. =            | 133     | 0,00133        | 1,33·10−4    | 13,6     | 0,00132                     | 0,00132                      | 1                                                       | 19,3367·10−3                  |
| 1 psi                              | 6894,76 | 68,9476·10−3   | 68,9476·10−4 | 702,99   | 70,307·10−3                 | 68,046·10−3                  | 51,7151                                                 | 1                             |

## Тиск у термодинаміці
Тиск — одна з найважливіших термодинамічних величин. Це інтенсивна термодинамічна змінна, тобто значення тиску не залежить від розмірів термодинамічної системи. У стані термодинамічної рівноваги за законом Паскаля тиск однаковий у всіх точках системи. Рівняння стану пов'язує тиск з іншими термодинамічними змінними — об'ємом, температурою та масою речовини.
Робота dA, яку виконує термодинамічна система при зміні об'єму на величину dV дорівнює:
{\displaystyle dA=pdV\,}.
Тиск може бути визначений, як перша похідна від термодинамічних потенціалів:
{\displaystyle p=-\left({\frac {\partial E}{\partial V}}\right)_{S}=-\left({\frac {\partial F}{\partial V}}\right)_{T}},
де E — внутрішня енергія, F — вільна енергія, S — ентропія, T — температура.

## Гідростатичний тиск
Тиск в рідині в полі тяжіння залежить від глибини згідно із формулою
{\displaystyle p=\rho gh\,,}
де {\displaystyle \rho } — густина рідини, {\displaystyle g} — прискорення вільного падіння, {\displaystyle h} — глибина, на якій вимірюється тиск.

## Абсолютний та надлишковий (манометричний) тиск і розрідження (вакуумметричний тиск)
Абсолютний тиск, (pабс)  — це тиск, для вимірювання якого за початок відліку беруть тиск, що дорівнює нулю (теоретично — від абсолютного вакууму). За початок відліку абсолютного тиску у земних умовах приймають тиск усередині посудини, з якої повністю видалене повітря. Тільки абсолютний тиск є параметром стану термодинамічної системи і тільки абсолютний тиск в Па використовують у всіх формулах в термодинаміці. Визначається абсолютний тиск як сума барометричного та манометричного тисків, або як різниця — барометричного та вакуумметричного тисків.
Надлишковий тиск (p) — різниця між абсолютним і тиском навколишнього середовища, найчастіше — барометричним (атмосферним) тиском. Вимірюють манометрами. Розрідження — тиск в системі, менший за атмосферний. Вимірюють вакуумметрами.
Атмосферний (барометричний) тиск (pб) — тиск, створюваний масою повітряного стовпа земної атмосфери. Його значення залежить від висоти місцевості над рівнем моря, географічної широти та метеорологічних умов. Вимірюють барометрами.

## Вимірювання
Вимірювання тиску газів і рідин виконується за допомогою манометрів, дифманометрів, вакуумметрів, атмосферного тиску — барометрами, артеріального тиску — тонометрами.

## Перепад тиску
Перепад тиску (рос. перепад давления; англ. pressure drop; нім. Druckgefälle n, Druckabfall m) — різниця тисків у двох різних перерізах потоку.
Приклади:
- Перепад тиску між контуром живлення і зоною відбору (рос. перепад давления между контуром питания и зоной отбора; англ. pressure drop between the external boundary of a reservoir and the production zone, нім. Druckgefälle n (Druckabfall m) zwischen der Speicherkontur und der Entnahmezone) — різниця між пластовим тиском на контурі живлення нафтового покладу і тиском на вибої видобувних свердловин.

- Перепад тиску початковий (рос. перепад давления начальный; англ. initial pressure differential; нім. Anfangsdruckgefälle n) — апроксимаційна величина перепаду тиску, за якої дебіт свердловини при припливі в'язко-пластичної рідини або при фільтрації з початковим градієнтом тиску, дорівнює нулю. Початковий перепад тиску може сягати 1–2 МПа.